# Arachnopathes clathrata
Arachnopathes clathrata är en korallart som först beskrevs av Peter Simon Pallas 1766.  Arachnopathes clathrata ingår i släktet Arachnopathes och familjen Antipathidae.
Artens utbredningsområde är Indiska oceanen. Inga underarter finns listade i Catalogue of Life.